# Immolation
Az Immolation egy amerikai death metal zenekar, mely 1986-ban alakult Yonkersben. Pályafutásuk során 8 nagylemezt adtak ki. Zenéjük összetett amerikai stílusú death metal, melyben a saját hang megléte mellett érezhető a Morbid Angel befolyása is. Ugyanakkor sok heavy metalos riffel is színesítik zenéjüket.

## Diszkográfia
- Dawn of Possession (1991)
- Stepping on Angels... Before Dawn (1995)
- Here in After (1996)
- Failures for Gods (1999)
- Close to a World Below (2000)
- Unholy Cult (2002)
- Bringing Down the World (DVD, 2004)
- Harnessing Ruin (2005)
- Hope and Horror - EP + DVD, 2007)
- Shadows in the Light (2007)
- Majesty and Decay (2010)
- Kingdom of Conspiracy (2013)
- Atonement (2017)
- Acts of God (2021)

## Külső hivatkozások
- Immolation hivatalos honlapja